# Sabacché (Tixméhuac)
Sabacché es una pequeña localidad de menos de mil habitantes en el municipio de Tixméhuac, estado de Yucatán, en México. 

## Toponimia
El nombre (Sabacché) proviene del idioma maya.

## Datos históricos
- En 1910 cambia su nombre de Sabacchén a Sabacché.

## Demografía
Según el censo de 2005 realizado por el INEGI, la población de la localidad era de 572 habitantes, de los cuales 297 eran hombres y 275 eran mujeres.
| 15                          | 40 | 95 | 168 | 110 | 134 | 162 | 219 | 260 | 371 | 387 | 474 | 572 |
| (Fuente: INEGI [Consultar]) |    |    |     |     |     |     |     |     |     |     |     |     |